# Lena (ime)
Lena je žensko osebno ime.

## Izvor in pomen imena
Ime Lena izvira iz grškega imena Helene v slovensko Helena. Grško ime Helene je sestavljeno iz  besede helene (bakla) ali selene (luna).

## Pogostost imena
Po podatkih Statističnega urada Republike Slovenije je bilo na dan 31. decembra 2007 v Sloveniji število ženskih oseb z imenom Lena: 190.

## Osebni praznik
V koledarju je ime Lena skupaj z imenom Helena; god praznuje 15. aprila ali 18. avgusta.